# リヒャルト・プファイファー
リヒャルト・フリードリヒ・ヨハネス・プファイファー（Richard Friedrich Johannes Pfeiffer FRS、1858年3月27日 - 1945年9月15日）は、ドイツの医師、微生物学者である。

## 生涯

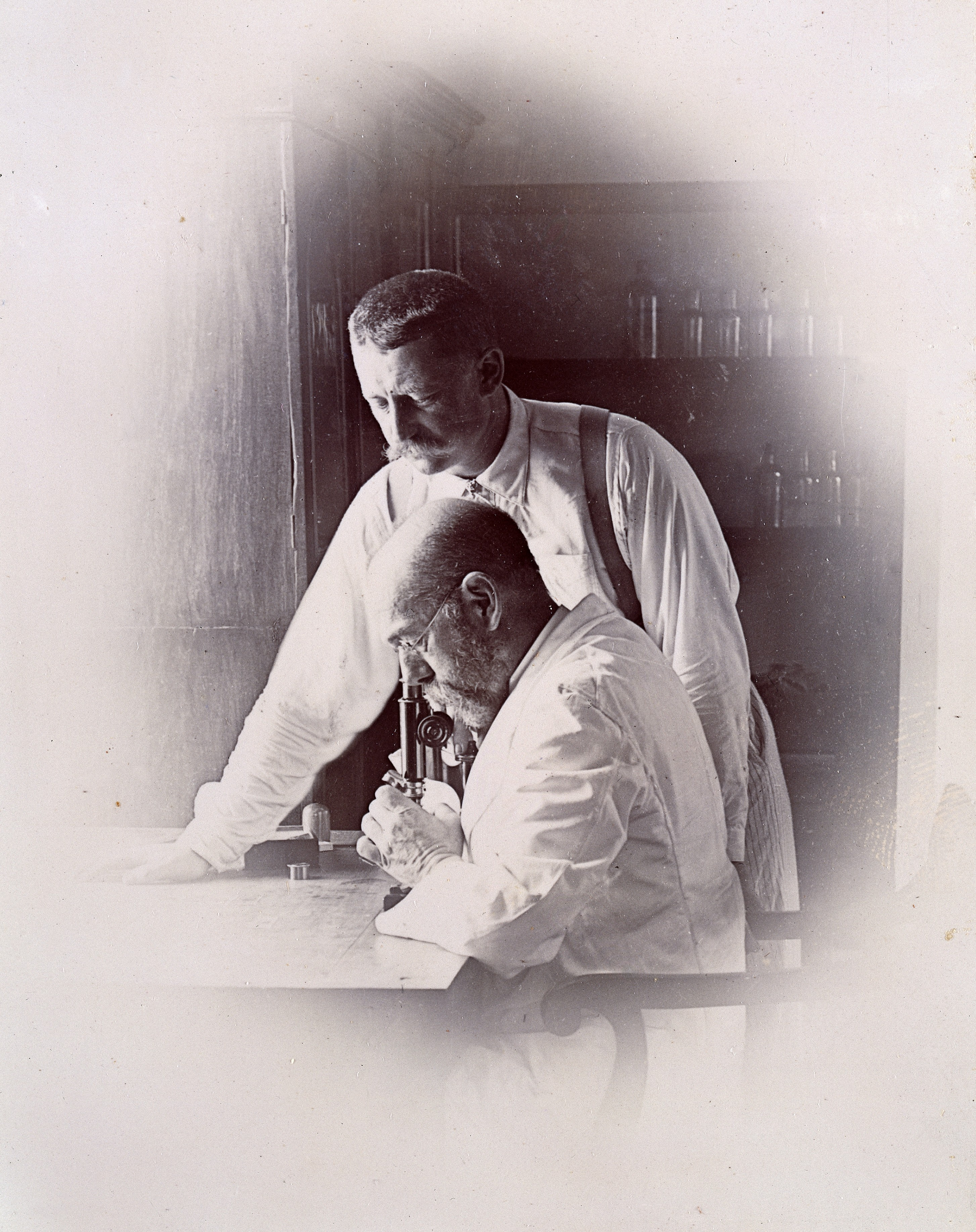
研究室で研究するロベルト・コッホとプファイファー（1897年）

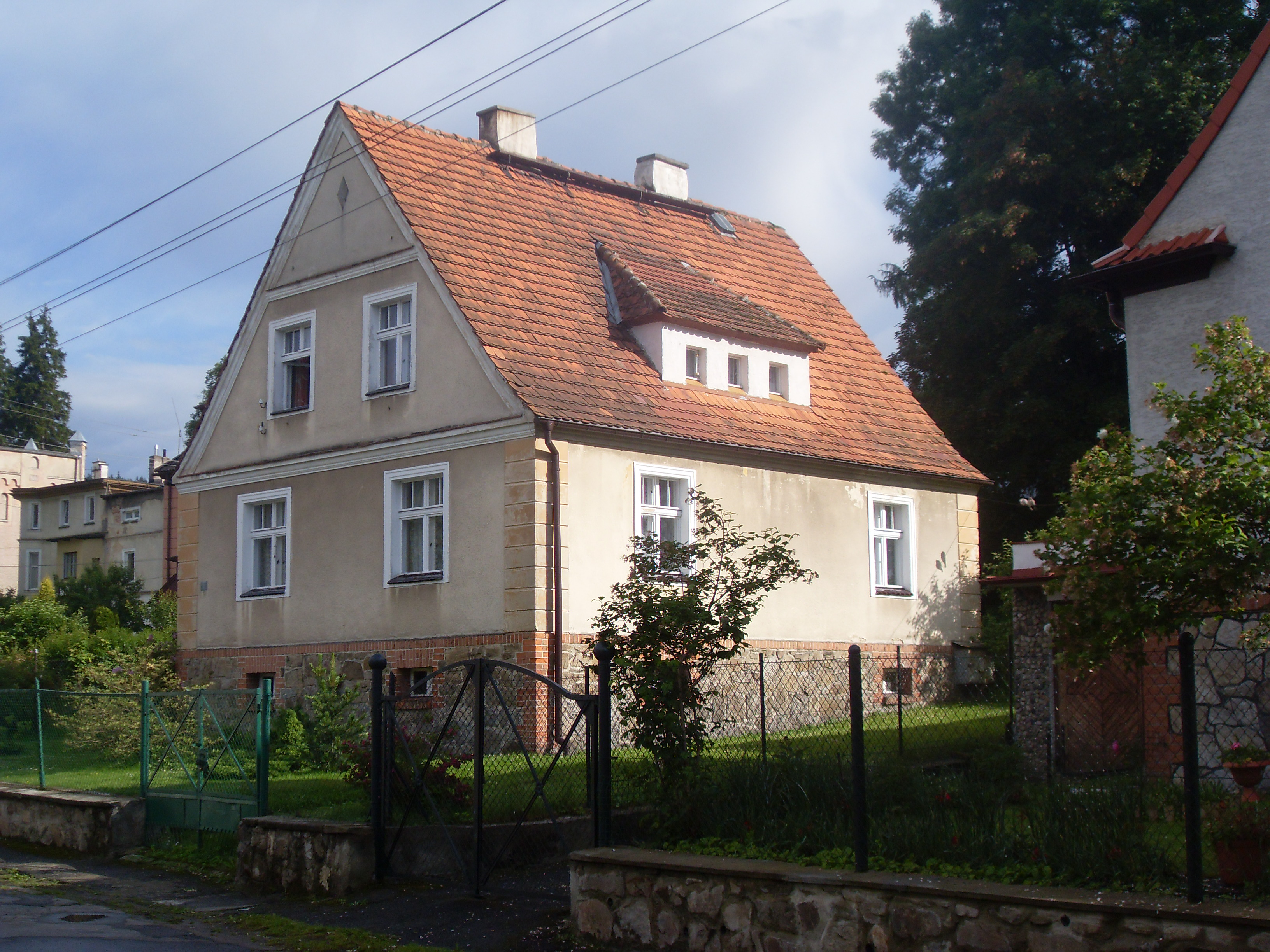
バート・ランデック（現 ポーランド、ロンデク＝ズドルイ）にあるプファイファーの自宅

プファイファーは1858年3月27日にドイツ連邦・プロイセン王国のトレイシュタット（現 ポーランド、ズドゥニ）で福音派の牧師オットー・プファイファーの子として生まれた。
シュヴァイドニッツ（現 ポーランド、シュフィドニツァ）のギムナジウムを卒業し、1875年から1879年までベルリンのカイザー・ヴィルヘルム学術振興協会で医学を学んだ。1880年に医学博士号を取得した後、1889年まで軍医として働いた。プファイファーはロベルト・コッホの弟子であり、1887年から1891年までベルリン衛生研究所でコッホの助手を務めた。1891年、プファイファーはベルリン感染症研究所の科学部門の指導者となった。
1897年、プファイファーはコッホ率いるインド遠征隊に加わり、腺ペストの調査を行った。翌年、コッホとともに、マラリアの研究のためにイタリアへ行った。
1899年、エルヴィン・フォン・エスマルヒの後任としてケーニヒスベルク大学の衛生学の教授となった。1909年にブレスラウ大学に移り、1925年に退任して名誉教授となった。1928年王立協会外国人会員選出。
1945年9月15日にバート・ランデック（現 ポーランド、ロンデク＝ズドルイ）で死去した。

## 功績

### 溶菌と内毒素
プファイファーは、免疫学と微生物学の分野における基礎的な発見を多数行った。特に、溶菌の発見が有名である。1984年、プファイファーは、コレラに対する免疫をつけたモルモットに生きたコレラ菌を注射しても発症せず、このモルモットから採取した血漿を生きたコレラ菌に加えると、コレラ菌が動かなくなって溶けて消滅することを発見した。血漿を加熱してから加えると、この現象が抑制された。プファイファーはこの現象を溶菌と呼び、プファイファー現象とも呼ばれるようになった。
プファイファーはロベルト・コッホと共同で、ある種の感染症の症状を引き起こし、熱に不安定な細菌毒である内毒素（エンドトキシン）についての研究を行った。

### 腸チフスワクチン
プファイファーは腸チフスワクチンの先駆者の一人である。プファイファーは、チフスやコレラに対する溶菌性の免疫体（溶菌素）を発見した。1896年のイギリスの病理学者アルムロス・ライトによるものが、世界初の腸チフスワクチン接種であると考えられていたが、1907年に、プファイファーの方が先であるという主張が現れた。1890年代から1900年代初頭の文献の調査により、この時代にいくつかのグループが独立に腸チフスワクチンの研究を行っており、腸チフスワクチン研究の開始者は両者に帰せられるべきという結論となった。

### インフルエンザ菌
1892年、プファイファーは、複数のインフルエンザの罹患者の鼻から小さな棒状の細菌（桿菌）を発見し、これがインフルエンザの病原体であるとして、インフルエンザ菌(Bacillus influenzae)と命名した。また、発見者の名前からプファイファー菌とも呼ばれた。当時、この発見の正当性を疑うものはごくわずかだった。炭疽症、コレラ、ペストなど、当時知られていた感染症のほぼ全てが、細菌によって引き起こされていたからである。
1918年、スペインかぜとして知られる、全世界で2千万から1億人の死者を出したと推定される史上最悪のインフルエンザの大流行が始まったとき、多くの科学者は、インフルエンザの原因はプファイファー菌であると信じていた。世界中の研究者が、抗血清やワクチンの開発のために、患者からプファイファー菌を採取しようとした。実際に、多くの患者から当該の菌が発見されたが、全ての患者から見つかったわけではなかった。プファイファー菌の分離に失敗したのは、技術が不十分なため、あるいは培養が困難なためと考えられた。
ロックフェラー研究所のピーター・オリツキー(Peter Olitsky)とフレデリック・ゲイツ(Frederick Gates)は、インフルエンザ患者の鼻水を、細菌を濾過するフィルターに通したものによってウサギが肺病を発症したことにより、インフルエンザの病原体が細菌ではないということを示唆した。2人はその病原体（今で言うインフルエンザウイルス）を分離し、それが非定型菌であると考えてBacterium pneumosintesと呼んだ。他の研究者は、2人の研究を再現することができなかった。

### その他の功績
1896年、プファイファーは喉頭炎の原因であるMicrococcus catarrhalisを分離した。M.catarrhalisは、気管支炎や肺炎、髄膜炎の原因にもなる。